# Les Nus
 (décembre 2015).
Si vous disposez d'ouvrages ou d'articles de référence ou si vous connaissez des sites web de qualité traitant du thème abordé ici, merci de compléter l'article en donnant les références utiles à sa vérifiabilité et en les liant à la section « Notes et références ».
Pour les articles homonymes, voir NUS.
Les Nus est un groupe de rock français, apparu à Rennes et actif au début des années 1980 (plus exactement entre 1980 et 1984). Les deux leaders sont, au chant, Christian Dargelos (cofondateur, avec Frank Darcel, du groupe Marquis de Sade en 1977) et, à la guitare, Frédéric Renaud (lui aussi ex Marquis de Sade). Les autres membres des Nus sont, en 1982, Rémy Hubert aux claviers, François Conan à la basse et Alain Richard à la batterie. Marie Orieux est la manager de la formation. 
Le groupe tire son nom du livre Les Nus et les Morts de Norman Mailer. 

## Description

### 1981-1984
Le groupe se fait connaître du public et de la presse spécialisée sur scène. Il joue notamment en 1980 pour la deuxième édition du festival des Transmusicales.  Malgré son expérience, il ne pourra publier qu'un album (chez la « major » RCA Records en 1982). On remarque, sur cet album, plusieurs titres marquants, dont  Les yeux et Johnny colère, morceau qui sera repris par Noir Désir sur l'album Tostaky, dix ans plus tard, en 1992. Cet album très attendu ne rencontre pas le succès escompté auprès du public, et fait notamment l'objet d'une critique sévère par le journaliste Christophe Nick, chroniqueur au magazine Rock'n'folk, qui avait pourtant encensé les prestations scéniques du groupe :"ils se sont cassé la gueule... mal produits, mal mixés, tout ça fait de ces chansons des trucs ennuyeux sans queue ni tête". Le groupe est remercié par sa maison de disque et se sépare peu de temps après, en 1984. 

### Depuis 2015
Après 25 ans d'absence, sous l'impulsion de Jean-Louis Brossard, le groupe refait surface. L'avènement devait se faire avec la formation originale, malheureusement Fréderic Renaud décède le 28 juillet 2013. Le groupe remonte sur scène à l'occasion des Transmusicales 2013, en dédiant ce concert à la mémoire de Frédéric
Début 2015, Les Nus sont recomposés, par l’arrivée de Goulven Hamel à la guitare et de Pierre Corneau à la basse. Ils continuent à répéter, quelques dates de concert sont confirmées, à Rennes à Brest, dans l'optique de produire un album avec des ré-enregistrements et des inédits. 
En mars 2016, un nouvel album sort, le deuxième du groupe depuis le 33 tours de 1982. Il comporte trois chansons communes avec le premier disque : "Johnny Colère", "L'étrange vie" et "Le mime hurlant", et huit nouveaux titres. Cet album est réalisé par Rémy Hubert (également claviériste du groupe), mixé par Jean-Louis Piérot, et bénéficie du soutien d'Étienne Daho, qui collabore sur le morceau "Les années Reagan".
En 2019, le groupe sort un troisième album, intitulé Enfer et paradis, contenant dix titres mêlant le rock et la pop, confiés aux bons soins de Romain Baousson (ex-batteur des Bikini ou de Dominic Sonic) jeune preneur de son et du mixage dont on peut louer le travail,.
"L'enfer et le paradis" rend hommage à l'entente cordiale. Montmartre et Soho naviguent sur le même bateau. Voyage encore avec "Café bizarre" et "les portes claquent" dans un univers Fellinien où le Noir et Blanc porte à croire que la couleur n’existe pas. Retour au présent avec "Dans la maison d'Éva". Une chanson qui pourrait effrayer la vieille Europe et montrer que la folie rode sur ce continent, comme jadis et naguère. "Vous faites du rock, n'est ce pas" est une photo souvenir. Quand une bande de post-ado rêve de devenir célèbre dans une ville de province au début des années 80. À l'instar de "Suspicion", titre nerveux qui semble échappé d'une formation punk californienne.